# Edmund Lovell Dana
Pour les articles homonymes, voir Dana.
 (novembre 2016).
Edmund Lovell Dana est un général américain de l'Union. Il est né le 29 janvier 1817 à Wilkes-Barre en Pennsylvanie où il est décédé le 25 avril 1889. Il est inhumé au cimetière Hollenback de Wilkes-Barre. Il est l'époux de Sarah Helen Peters dont il a eu un fils en 1843, Charles Edmund.

Il est diplômé de l'université Yale en 1838 et devient avocat avant d'être nommé juge.

## Guerre civile
Le 18 octobre 1862, Edmund L. Dana prend le commandement du 143e régiment d'infanterie de Pennsylvanie avec le grade de colonel et participe aux combats de la ferme McPherson, le premier jour de la bataille de Gettysburg, à la tête de la 2e brigade après la mort du major général John F. Reynolds et les blessures des colonels Roy Stone et Langhorne Wister.

Il combat également à la bataille de la Wilderness où il est blessé et fait prisonnier le 5 mai 1864. Il est échangé le Modèle:Ate.